# 왕가도
왕가도(王可道, 1000년~1034년)는 고려 전기의 문신, 외척이다. 본성은 이씨이며 본관은 청주, 휘는 자림이다. 현종의 후궁 원질귀비, 덕종의 비 경목현비의 아버지이다.

## 생애
성종 때 문과에 급제하여 서경의 장서기가 되었다. 제2차 고려-거란 전쟁 이후 군비(軍費) 증가로 재정이 어려워져 무신들의 영업전(永業田)을 빼앗자, 1014년 11월에 김훈·최질 등이 불만을 품고 반란을 일으켰다. 현종은 이자림을 서경 유수판관으로 보냈고 그곳에서 연회를 베풀어 김훈, 최질 일파를 죽이고 정권을 쥐고 있던 무신들을 내쫓았다. 이로 인해 호부상서가 되었고 공신의 호를 받았다.
1027년 참지정사가 되어 1029년 이응보 등과 함께 개경의 나성을 쌓았다. 이에 현종은 벼슬과 영작을 주고 임금의 성인 '왕'씨를 그의 성으로 삼게 하였으며, 그 후 덕종 때 그의 딸이 왕비가 되자 내사 문하평장사까지 되었다가 병으로 사임하였다.
1029년 이응보(李膺甫)·황보유의(皇甫兪義)·황주량(黃周亮) 등과 더불어 개경에 나성(羅城)을 쌓은 공으로 검교태위 행이부상서 겸태자소사 참지정사 상주국 개성현개국백 식읍 7000호(檢校太尉行吏部尙書兼太子少師參知政事上柱國開城縣開國伯食邑七千戶)에 봉해졌다. 또 수충창궐공신(輸忠創闕功臣)이 되었으며, 왕씨(王氏)가 사성(賜姓)되었을 뿐만 아니라 처(妻)인 김씨(金氏)도 개성군부인(開城君夫人)에 봉해졌다.
1030년 내사시랑 판삼사사(內史侍郎判三司事)가 되고, 이듬해 덕종에게 딸을 납비(納妃)해 문하시랑 동내사문하평장사(門下侍郎同內史門下平章事)에 올랐다. 요(遼)의 성종(聖宗)이 죽고 흥종(興宗)이 즉위한 것을 축하하기 위한 사신으로 갈 때 압록성교(鴨綠城橋)를 헐고 억류된 우리 사신을 돌려줄 것을 요구해 듣지 않으면 절교하자고 청해 표(表)를 보냈으나 거란이 응하지 않자 해마다 보내던 하절사(賀節使)의 파견을 중지하였다.
한편 유소(柳韶)가 거란의 성을 공파할 것을 청하자 이에 왕가도도 출병을 주장했으나 이루어지지 않았다. 1032년(덕종 1) 감수국사(監修國史)가 되었으나 청주에 내려가 있다 죽었다. 적극적인 북진파(北進派)의 한 사람으로 왕가도의 몰락 후 보수세력의 문신들이 등장했다고도 한다. 해서(楷書)를 잘 썼다.

## 서훈 및 추모
태사중서령(太師中書令)이 증직(贈職)되었고, 현종(顯宗)의 묘정(廟廷)에 배향(配享)되었다. 시호는 영숙(英肅)이다.

## 그외 일화
그가 왕(王)씨를 사성(賜姓)받았기 때문에, 왕실로 시집간 그의 딸들(원질귀비, 경목현비)은 어머니의 성씨인 김씨(金氏)를 사용하였다. 개성 왕씨 성원록에도 왕가도의 딸이라 하고 성을 김씨로 기록하고 있다.

## 가족 관계
- 아버지 : 청주 이씨(淸州 李氏)
- 어머니 : 미상
  - 문신 : 왕가도(王可道)
  - 부인 : 개성군부인 김씨(開城郡夫人 金氏)
    - 딸 : 원질귀비(敬穆賢妃, 생몰년 미상) : 현종의 후비
    - 딸 : 경목현비(敬穆賢妃, 생몰년 미상) : 덕종의 제2비
    - 딸 : 상당현군(上黨縣君) : 이자연의 장남 이정의 부인
    - 손자 : 좌복야 참지정사(左僕射 叅知政事) 왕하(王嘏)
    - 증손녀 : 개성군부인(開城郡夫人) 왕씨
    - 고손자: 최비(崔備)
    - 고손자: 최의(崔儀
    - 고손자: 최광(崔侊)
    - 고손자: 최휴(崔休)
    - 증손녀 : 개주군부인(開州郡夫人) 왕씨
    - 고손자: 김지우(金之祐)
    - 고손자: 김지효(金之孝)
    - 고손녀: 이지언(李之彦)의 부인